# Darapsa choerilus
Darapsa choerilus är en fjärilsart som beskrevs av Pieter Cramer 1779. Darapsa choerilus ingår i släktet Darapsa och familjen svärmare. Inga underarter finns listade i Catalogue of Life.

## Bildgalleri

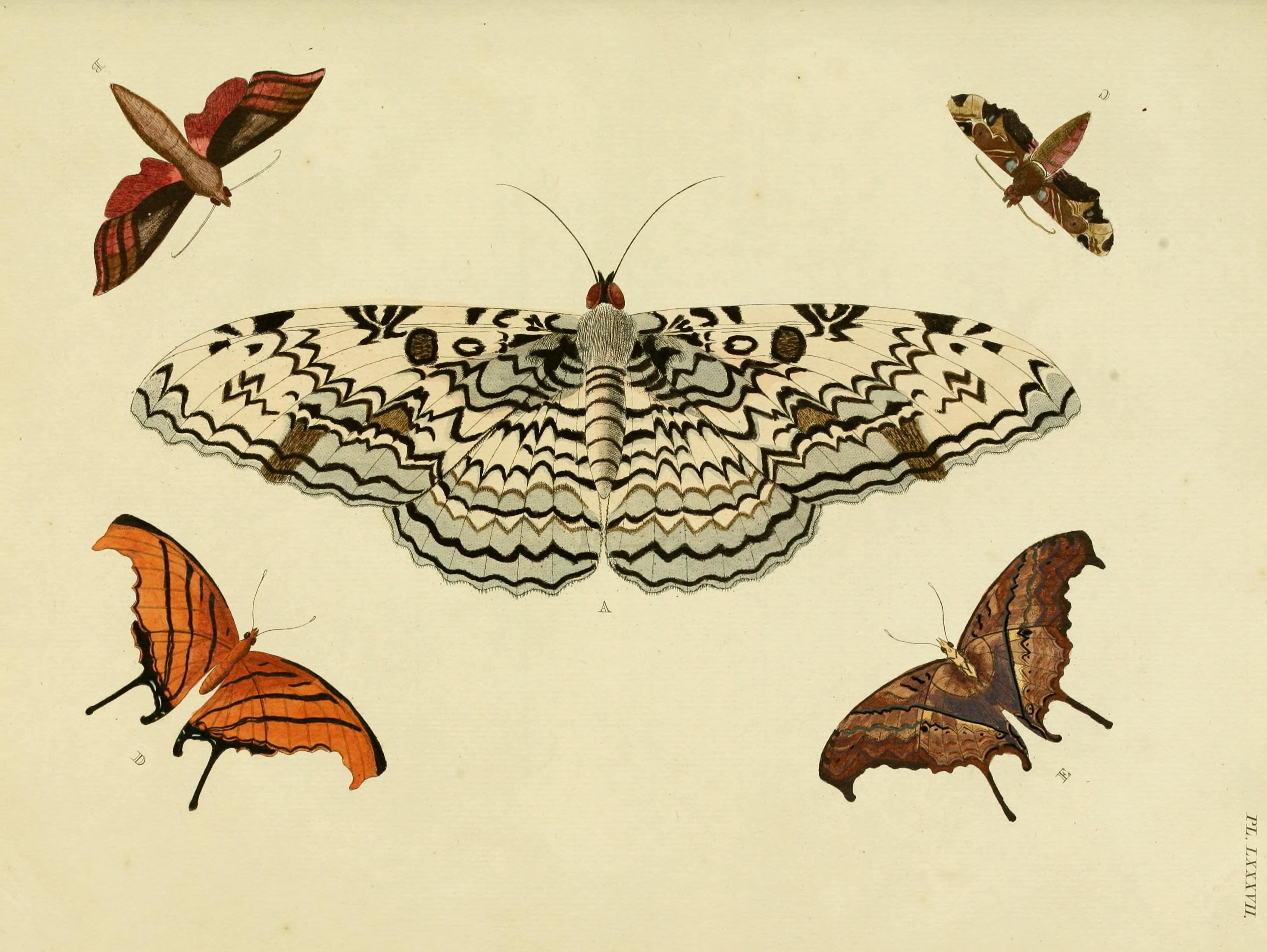
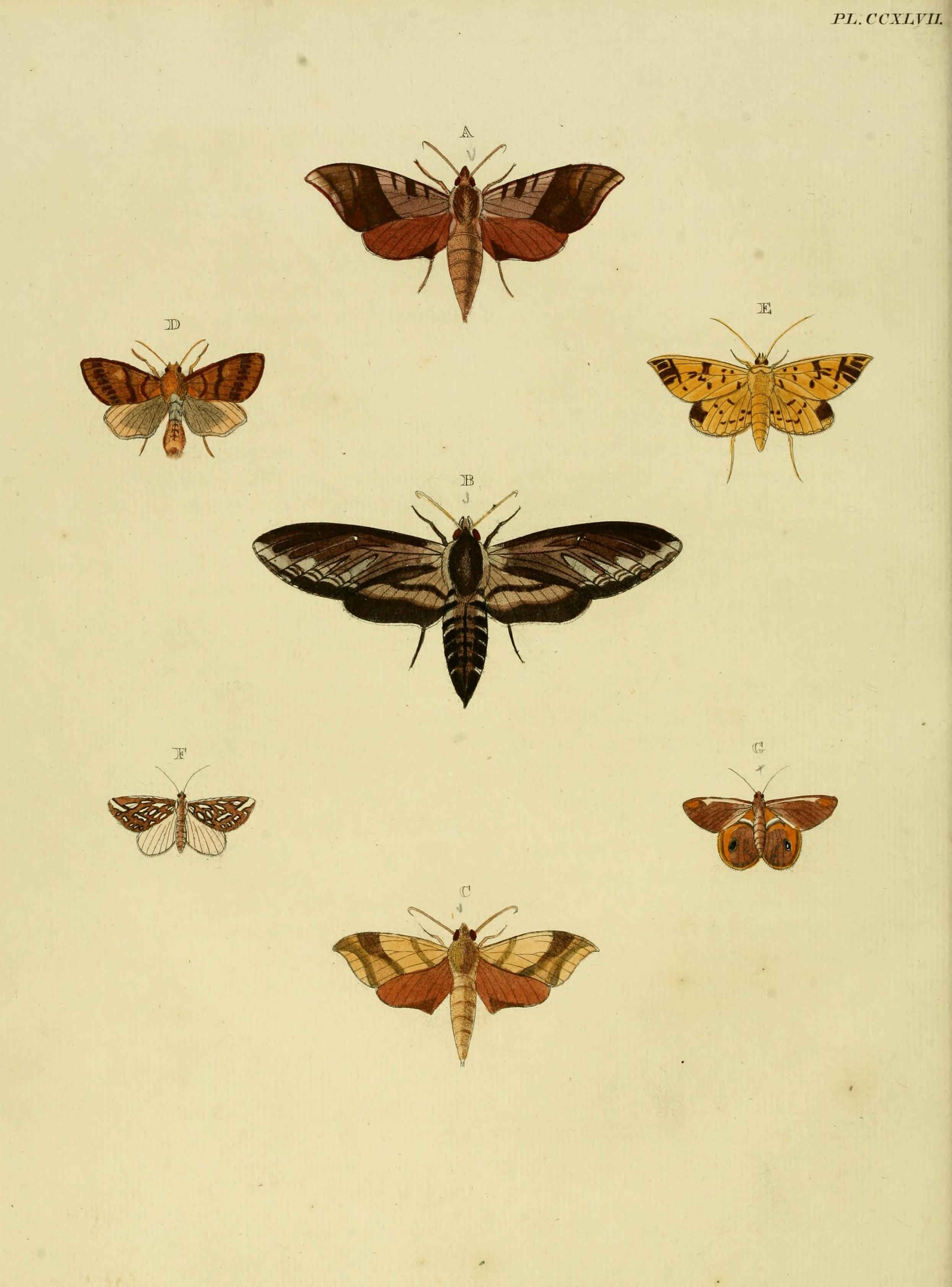
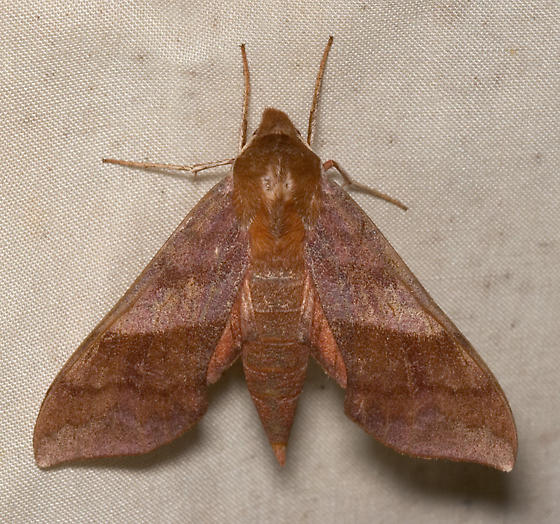
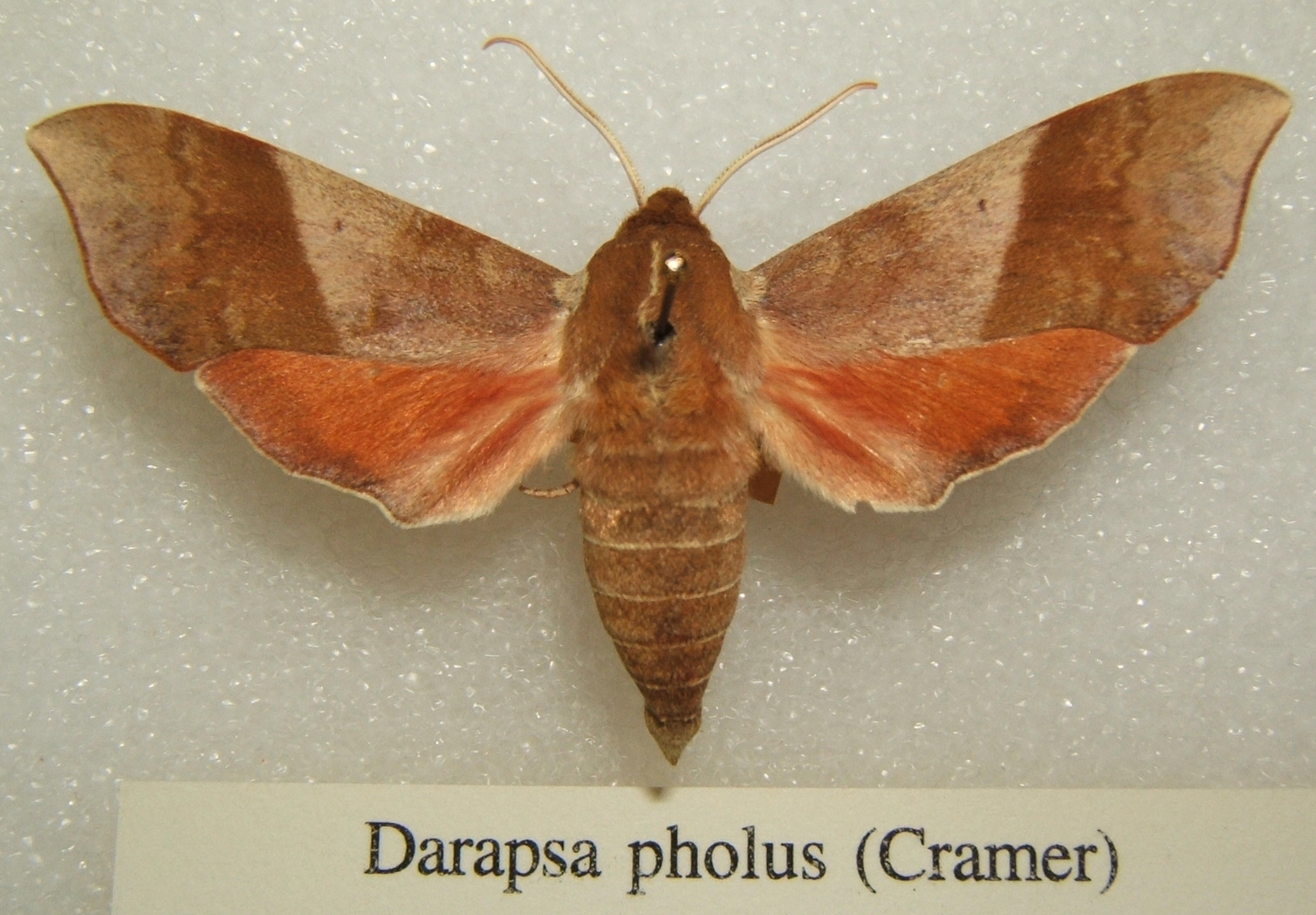
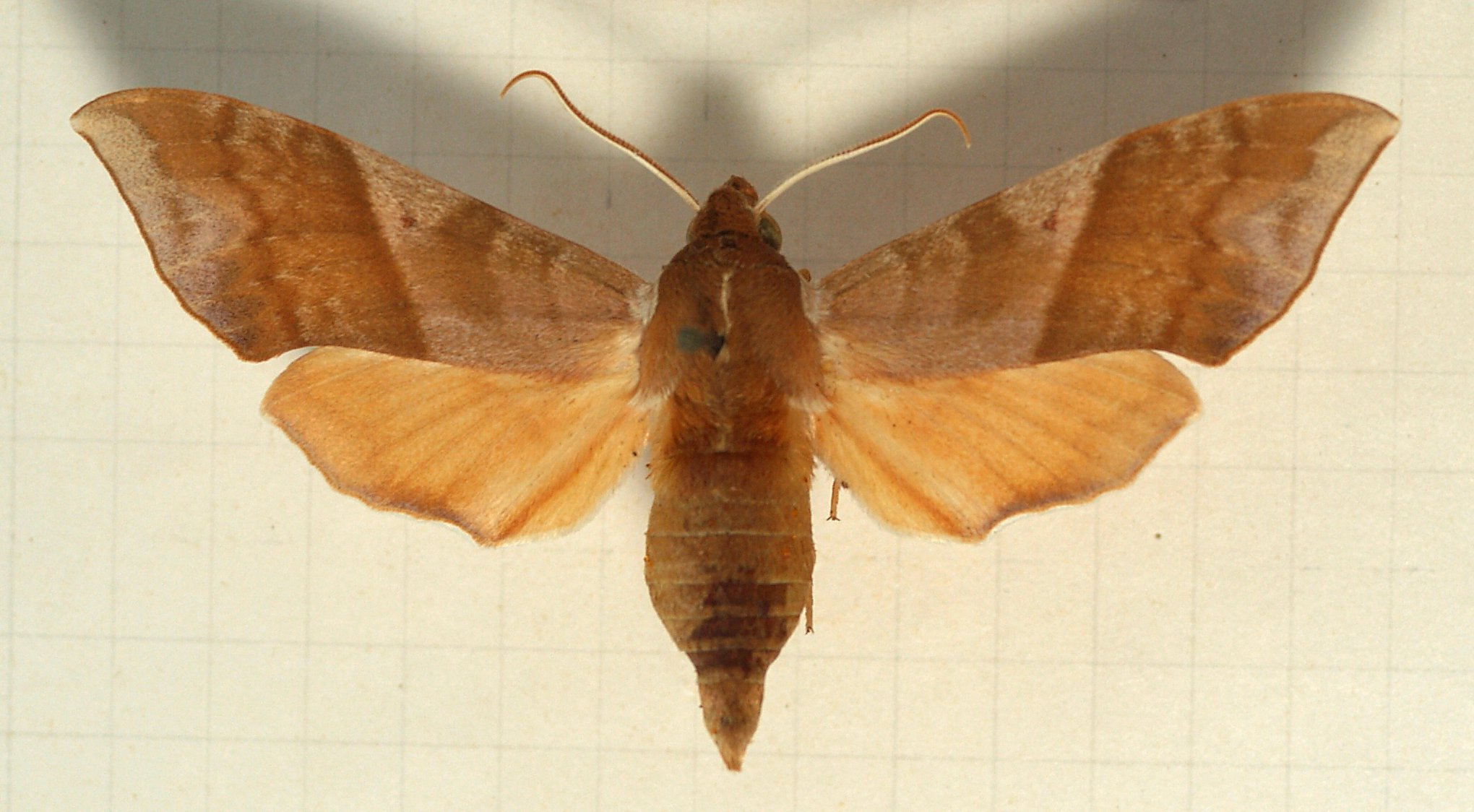